# Mr. Country & Western Music
Mr. Country & Western Music è un album in studio del cantante statunitense George Jones, pubblicato nel 1965.

## Tracce
1. I Just Lost My Favorite Girl (Don Adams)
2. What's Bad for You Is Good for Me (Melba Montgomery, Carl Montgomery)
3. Don't You Ever Get Tired (Of Hurting Me) (Hank Cochran)
4. How Proud I Would Have Been (Joe Poovey)
5. Flowers for Mama (Eddie Noack, Marvin Rumley, Wayne P. Walker)
6. Gonna Take Me Away from You (George Jones, Darrell Edwards)
7. I Can't Get Used to Being Lonely (Earl Montgomery)
8. Let a Little Loving Come In (Leon Payne)
9. Selfishness in Man (Leon Payne)
10. Worst of Luck (Joe Poovey)
11. Even the Bad Times Are Good (Carl Belew, Clyde Pitts)
12. Sea Between Our Hearts (Darrell Edwards, Merle Moore)